# Andrijiwka (hromada Borowa)
Andrijiwka (ukr. Андріївка) – wieś na Ukrainie, w obwodzie charkowskim, w rejonie iziumskim, w hromadzie Borowa. W 2001 liczyła 47 mieszkańców.